# Télévision numérique terrestre en Tunisie
La télévision numérique terrestre (TNT) en Tunisie débute en 2001, lorsque l'Office national de télédiffusion (ONT) déploie une unité expérimentale de diffusion numérique DVB-T à partir de la station de Boukornine qui assure la couverture du Grand Tunis (25 % de la population).
Par la suite, l'ONT entame un programme de basculement à la TNT en deux phases : la première, de 2008 à 2009, concerne la numérisation du réseau de transmission et de transport reliant les studios de production aux différentes stations de diffusion et la deuxième, de 2009 à 2010, concerne la mise en place d'un réseau national de diffusion numérique terrestre vers les téléspectateurs. Dans ce cadre, l'ONT décide d'adopter la norme de compression MPEG-4 AVC. À la fin de 2010, 90 % de la population est couverte par la TNT.
En juin 2012, l'ONT commence sa phase de test en lançant un bouquet gratuit de sept chaînes : la TTN 1, la TTN 2, Hannibal TV, Nessma, El Hiwar El Tounsi, TWT et la Rai 1.
À partir du 1er décembre 2014, le bouquet de la TNT compte dix chaînes : TTN 1, TTN 2, First TV, Hannibal TV, Nessma, TNN, El Hiwar El Tounsi, Telvza TV, Rai 1 et Al Moutawasset.